# Laura Verlinden

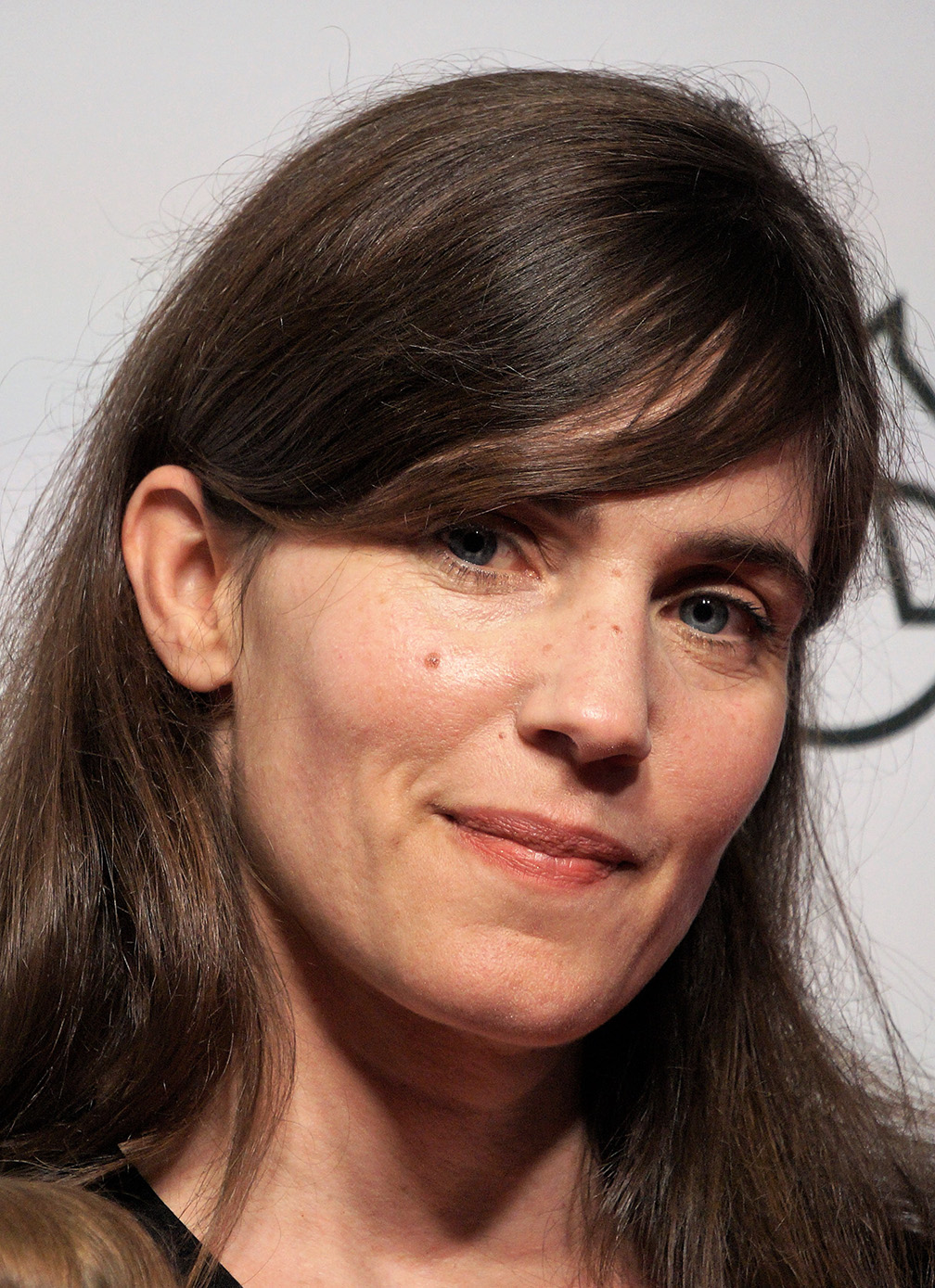
Laura Verlinden (2021)

Laura Verlinden (* 21. Februar 1984 in Diest) ist eine belgische Film- und Theaterschauspielerin.

## Leben
Laura Verlinden wurde 1984 in Diest in der belgischen Provinz Brabant geboren. Sie hat ihr Studium am Lemmensinstituut, einem Musikkonservatorium in Leuven, abgeschlossen. Ihre erste Hauptrolle hatte sie als Scarlet in dem Film Ben X. In der Fernsehserie De smaak van de Keyser von Frank Van Passel und Jan Matthys spielte sie in der Hauptrolle Alessandra Cimino. In dem für einen Oscar nominierten Kurzfilm Death of a Shadow spielte sie an der Seite von Matthias Schoenaerts Sarah. 
In Das brandneue Testament des Regisseurs Jaco Van Dormael spielte sie Aurélie, in Happy End von Michael Haneke Anaïs. In dem Film Un monde von Laura Wandel spielt sie Agnes. Un monde wurde von Belgien als Beitrag für die Oscarverleihung 2022 in der Kategorie Bester Internationaler Film eingereicht.
Am Theater war Verlinden unter anderem in der Rolle von Mélanie Bonis in Mel Bonis zu sehen.

## Filmografie
- 2007: Ben X
- 2007: De laatste zomer
- 2008–2009: De smaak van De Keyser (Fernsehserie, 10 Folgen)
- 2008: Loft – Tödliche Affären
- 2014: Image
- 2014: Kleine verhalen in een groote oorlog (Kurzfilm)
- 2014: Soeur Oyo (Kurzfilm)
- 2014: Die Behandlung (De behandeling)
- 2015: Vanitas
- 2015: Das brandneue Testament (Le tout nouveau testament)
- 2015: Vossenstreken (Fernsehserie)
- 2016: Cordon (Fernsehserie, 5 Folgen)
- 2017: Happy End
- 2017: Storm und der verbotene Brief (Letters van Vuur)
- 2021: Un monde